# Тодор Тимонов
Тодор Тимонов е бивш български футболист, най-добре се изявява като централен полузащитник, но се справя добре и като ляв полузащитник. Висок е 184 см. и тежи 75 кг. Играе еднакво добре и с двата крака. Притежава силен шут и прилична нападателна техника, като играта му с глава е също на дорбо ниво.

## Кариера
Юноша на полвдивските канарчета, като преминава през всички гарнитури на „жълто-черните“, за да стигне и до първия отбор през сезон 2005/2006. От лятото на 2009 г. се състезава за отбора на ЦСКА (София). Година по-късно преминава в елитния руски Анжи за 275 000 евро. Има 8 мача за младежкия национален отбор на България. През пролетта на сезон 2010/2011 се завръща в родния си клуб Ботев Пловдив. След няколко месеца в родния си тим напуска „канарчетата“. Играе за кратко и във втородивизионния Бдин(Видин). През лятото на 2012 г. Тимонов осъществява сензационен трансфер, като подписва договор за две годени с кръвния враг и градски съперник на „жълто-черните“, Локомотив Пловдив. Следват престои във Верея, Асеновец, а през 2016 преминава в Евроколеж. След разформироването на отбора, през лятото на 2018, Тимонов става част от състава на „Марица“ (Пловдив).

## Статистика по сезони
| Сезон     | Отбор          | Първенство         | Мачове | Голове |
| --------- | -------------- | ------------------ | ------ | ------ |
| 2003/2004 | Ботев          | А група            | 4      | 3      |
| 2004/2005 | Ботев          | Б група            | 22     | 2      |
| 2005/2006 | Ботев          | А група            | 7      | 4      |
| 2006/2007 | Ботев          | А група            | 16     | 1      |
| 2007/2008 | Несебър        | Б група            | 13     | 3      |
| 2008/2009 | Ботев          | А група            | 29     | 5      |
| 2009/2010 | ЦСКА           | А група            | 12     | 3      |
| 2010      | Анжи Махачкала | Руска Премиер Лига | 11     | 0      |
| 2010/2011 | Ботев          | В група            | 10     | 5      |
| 2011/2012 | Ботев          | Б група            | 6      | 1      |